# Abacoproeces molestus
Abacoproeces molestus är en spindelart som beskrevs av Thaler 1973. Abacoproeces molestus ingår i släktet Abacoproeces och familjen täckvävarspindlar.
Artens utbredningsområde är Österrike. Inga underarter finns listade i Catalogue of Life.